# Estacionalidad

Variación mensual del desempleo en España entre los años 2002 y 2007. Es un ejemplo de serie temporal con una componente estacional.

La estacionalidad o variación estacional de una serie temporal es la variación periódica y predecible de la misma con un periodo inferior o igual a un año.[cita requerida]
Es una de las componentes de las series temporales, y se contrapone a la tendencia (comportamiento a largo plazo) y a la variación cíclica (variación periódica con un periodo superior al año).[cita requerida]

## Ejemplos
Un ejemplo claro de variación estacional es la que se produce a lo largo del año, particularmente en climas templados y fríos, en cuanto a la temperatura, las precipitaciones (inundaciones y sequías periódicas), la duración del día y la noche y la ecología (migraciones de las aves, hibernación, caída de las hojas de los árboles, florecimiento), y que dan lugar a las estaciones del año.[cita requerida]
Así, en muchas series temporales relacionadas con la ecología y la agricultura se muestran patrones estacionales.[cita requerida]
También se pueden observar patrones estacionales en muchas series relacionadas con la economía. Las compras minoristas muestran un pico en las inmediaciones de las fiestas navideñas.[cita requerida] La demanda de empleo en el sector agrícola depende del calendario de siembra y cosecha, mientras que en el sector turístico (y especialmente en el caso del turismo de sol y playa o en el turismo de nieve) depende de la meteorología.[cita requerida]

## Desestacionalización
La desestacionalización o ajuste estacional es la eliminación de la componente estacional de una serie temporal a través de un procedimiento. El resultado (datos desestacionalizados) se emplea, por ejemplo, en el análisis de tendencias no estacionales a lo largo de periodos más largos.[cita requerida]
Existen diversos procedimientos para desestacionalizar series temporales. Algunos de ellos son X-12-ARIMA y TRAMO-SEATS.[cita requerida]
- Datos: Q2111082